# 뮤지컬

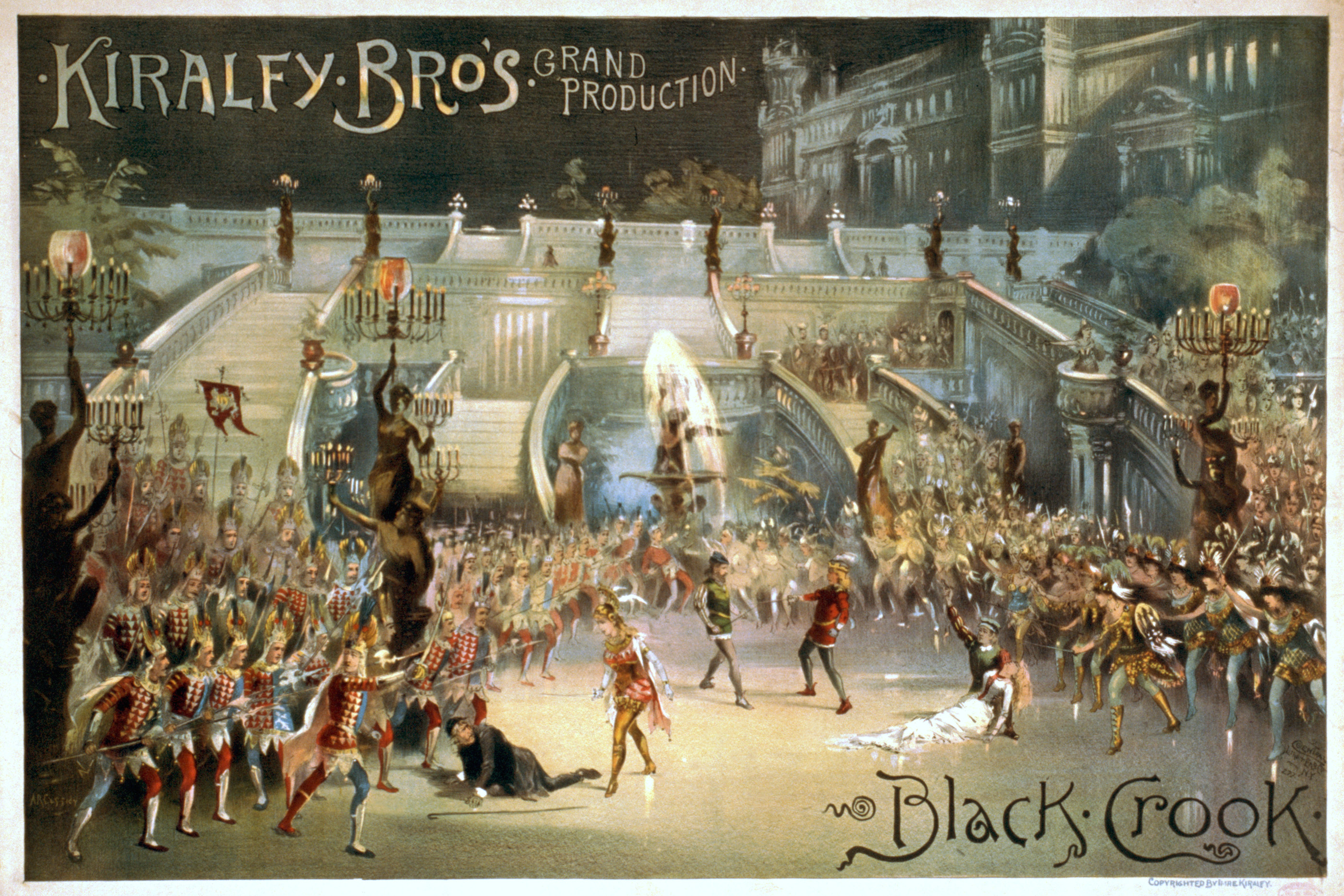
《더 블랙 크룩》은 1866년 히트한 뮤지컬이다.

뮤지컬(영어: musicals; 문화어: 가무이야기)은 노래, 춤, 연기가 어우러지는 공연 양식을 가리킨다. 영국에서 시작해 음악, 특히 노래가 중심이 되어 무용 (춤)과 극적 요소 (드라마)가 조화를 이룬 종합 공연물이다. 뮤지컬 시어터(musical theatre)의 줄임말이다.
언론, 극장, 애호가 등이 뮤지컬을 씀에 따라 Operetta에서 뮤지컬 플레이에 이르는 음악적 작품을 가리키게 되었으며 레뷔, 보드빌 등 극의 성격을 갖지 않는 작품도 포함해서 뮤지컬이라 부른다. 이야기 소재는 코미디, 로맨스드라마, 풍자극, 환상극, 문학작품, 희곡 등으로 자유롭고 다양하다.
뮤지컬은 19세기 영국에서 탄생하였는데, 그 근원에는 유럽의 대중연극, 오페라·오페레타·발라드 오페라 등이 있다. 1728년에 이와 형식이 유사한 존 게이의 《거지 오페라》가 런던에서 상연되었는데, G.에드워드가 제작한 《거리에서》를 1892년에 초연된 첫 뮤지컬로 본다.

## 역사
영국을 제외한 유럽 각국에는 상류층이 즐기는 오페라와, 또 대중이 즐기는 오페레타, 또는 오페라가 꽃을 피우고 있었다. 그러나 영국은 오페라의 전통이 없어 이탈리아, 프랑스, 독일의 오페라, 오페레타, 희극오페라를 수입하고 있었다. 그러다 19세기 말 경제적·정치적 부강을 누리게 된 영국은 오락물을 급조하게 되었는데, 그때 붙여진 이름이 뮤지컬 화스(Musical farce)였다. 다음에는 ‘뮤지컬 코미디’라는 명칭이 붙여졌는데, 희극과 춤과 노래와 미녀들을 동원한 무대로 성공을 거두었다. 영국에서 만들어진 ‘뮤지컬 코메디’가 미국으로 건너가 뿌리를 내리면서 본격적인 양식으로 형성된다.
대체로 미국 뮤지컬의 형성은 세 줄기, 즉 프랑스의 오페라 부프, 영국의 코믹 오페라, 독일어권의 비인 오페레타 등에 연원을 두고 있다고 본다. 1800년대의 미국에는 노래와 춤, 그리고 코러스 걸의 군무가 있는 연예가 널리 정착되어 있었다. 유럽 출신 이민의 예능인들이 이러한 미국적 연예양식과 비인 오페레타를 연결시켜 만들어낸 것이 뮤지컬이다. 따라서 뮤지컬의 변천이나 발전양상은 미국의 시대적 배경이나 문화상황과 그 맥락을 같이 한다.
제1차 세계 대전 후 대공황을 겪으면서, 대중들은 낙천적이고 유쾌하고 오락적인 문화를 갈망했는데, 바로 그런 대중의 정서에 맞는 낙천적이고 오락적인 뮤지컬이 대중예술로 뿌리를 내릴 수 있었다. 그리고 1920년대 말에는 뮤지컬이 쇼적인 구성을 벗어나 연극적 플롯과 등장인물의 성격을 강조하게 된다. 제롬 컨이 만든 쇼 보트(1928)를 시작으로 음악과 노래와 춤이 이야기 구성과 등장인물의 발전에 더욱 세심하게 통합되면서 가장 성공적인 상업연극이 된 것이다. 1931년에는 《너를 노래한다》가 퓰리처상을 수상함으로써 정식 연극의 장르로 인정을 받았고, 1943년에 공연된 《오클라호마》는 2000회가 넘는 장기공연에 성공함으로써 국민적 장르로 자리 매김하는 계기가 되었다. 2차 세계대전 이후 만들어진 《아가씨와 건달들》, 《왕과 나》를 비롯한 뮤지컬 작품들은 브로드웨이 뮤지컬을 세계적 예술로 격상시켰으며, 1980년대 이후엔 영국 웨스트엔드에서 만들어진 걸작 뮤지컬들이 브로드웨이에서 동시 공연되고, 잇따라 국경을 넘어 전 세계에서 공연됨으로써 그야말로 뮤지컬 시대에 접어들었다 해도 과언이 아닐 정도로 발전하였다.
뮤지컬의 발전사는 대략 다음과 같이 4시기로 구분된다. 뮤지컬이 독특한 공연예술로 완성된 1930년대가 제1기 ‘뮤지컬 황금기', 2차 세계대전이 끝나고 평화로운 시대를 되찾는 50년대부터 60년대 전반까지가 제2기인 ‘뮤지컬 발전기’이다. 이 시기 뮤지컬의 특징은 전쟁의 상흔 등 부정적 시대현실을 낙천적 세계와 긍정적인 미래의 꿈으로 바꾸고자 했으며, 예술성 높은 작품을 만들기 위해 작가와 작곡가, 안무가들의 공동작업에 치중했다. 로저스와 해머스타인의 작업이 대표적이며, 《사운드 오브 뮤직》(1959)을 대표작으로 꼽을 수 있다. 제3기는 '뮤지컬의 전환기'로서, 1960년대부터 70년대까지이다. 사회적 주제와 사실적 내용의 진지한 뮤지컬들이 주로 창작되었다. 문학성, 예술성 높은 작품이 선호되고 춤이 더욱 강화되어 뮤지컬의 중심이 되었으며, 낙천적이고 낭만적인 것보다는 호소력이 강한 작품들이 발표되었다. 또 비틀즈나 앨비스 프레슬리 풍의 전자 사운드 음악이 주를 이루었다. 대표작으로는 《헤어》,《코러스 라인》,《지붕위의 바이올린》 등이다. 제4기에 속하는 오늘날의 뮤지컬은 전 시기의 특성들과 함께 무엇보다도 첨단 메커니즘을 사용한 무대 예술에 치중하고 있는 특성을 보인다.

## 특성
뮤지컬의 특성은 흔히 5가지로 요약할 수 있다.
- 첫째, 비사실적 로맨스 극
- 둘째, 총체극 (Total Theatre)
- 셋째, 제시주의적 연극 (Presentational Theatre)
- 넷째, 대중연극
- 다섯째, 특수한 무대약속을 사용하는 연극

## 뮤지컬의 구성요소
- 서곡 (Overture) : 극이 시작하기 전에 오케스트라가 연주하는 것으로 극의 분위기나 내용을 암시해 관객으로 하여금 음악에 미리 익숙하게 하고 또한 극의 분위기를 조성하여 감정을 정돈하는 역할을 한다.

- 오프닝 넘버 (Opening Number) : 오프닝 코러스 (Opening Chorus)라고도 하며 서곡이 끝난 후 연주되는 곡, 혹은 코러스들의 합창을 일컫는다. 관객의 관심 집중, 분위기 안정, 상황 설명 등이며 대부분 힘차고 활력 있는 게 특징이다.

- 제시 (Exposition) : 앞으로 진행할 극중 상황 이전에 어떤 배경과 상황의 전개를 설명해주는 것이다. 주로 노래를 통해서 전달된다. 배우들의 정확한 가사 전달과 분명한 발음이 요구된다.

- 프로덕션 넘버 (Production Number) : 대체로 1막의 중간 부분이나 1막의 끝에 나오는 곡이다. 한 작품에 2 회 정도 소개된다. 뮤지컬의 각 요소들이 모두 동원되는 부분으로 화려하고 대담하며 유쾌하다. 뮤지컬의 하이라이트라고 할 수 있다.

- 반복 연주 (Reprise) : 중요한 극적 순간에 앞의 노래가 다시 연주되는 것을 말한다. 그러나 반드시 같은 선율이 되풀이되는 것은 아니다. 대부분 변주로 이루어지며 극적 상황이 변하였음을 암시하는 것이다. 특히 이 요소는 한 작품의 음악적인 특색을 담고 있는 것으로 작품의 음악적인 특징을 고스란히 드러낸다.

- 쇼 스토퍼 (Show Stopper) : 뮤지컬에서 재치 있는 노래나 연기를 삽입시켜 일종의 전환의 역할을 하는 부분이다. 관객의 박수나 환호로 인하여 극의 진행이 끊어지게 되는 경우를 일컫는다. (극의 내용과 직접적인 연관이 없는 내용이나 노랫말로 이루어진 경우가 대부분이다.)

- 아리아 (Aria) : 뮤지컬의 백미로 일컬어지며 흔히 남녀 주인공의 사랑의 환희나 사랑의 비극, 작품의 주제를 담고 있는 클라이막스 부분에서 연주된다. 한마디로 이 부분을 위해 하나의 뮤지컬이 존재한다고 해도 과언이 아니다. 대부분 이중창으로 진행된다.

- 커튼 콜 (Curtain Call) : 공연이 모두 끝난 뒤 배우들이 관객들의 환호에 답하는 의미에서 막을 내리는 것이다. 공연된 극중의 중요 멜로디나 아리아 합창곡 등을 편집하여 연주하고 배우들의 노래와 춤을 보여주며 화려하게 막을 내린다.

## 오페라와의 차이점
뮤지컬이 오페라의 한 부류인 오페레타에서 출발하였다는 이야기가 있을 정도로 뮤지컬은 오페라의 형식을 많이 닮았다. 그러나 오페라는 주로 고전적인 문학의 스토리가 중심이며 음악의 형식은 고전주의 음악에 근거하고 있다. 또 연극성 보다는 노래 위주의 공연으로 아리아, 중창, 합창 등으로 구성되어 있다. 또한 오페라의 창법이라는 독특한 발성법에 의해 불리는 것이 특징이다. 오페라는 마이크 없이 오로지 목소리 만으로 공연장을 채우기 때문이다. 항상 오케스트라와 함께 공연한다. 물론 극작가, 연출가, 안무가, 배우, 가수, 무용가, 의상 디자이너들의 공동 작업은 당연하다.
그러나 뮤지컬은 ‘프리젠테이셔널극 (Presentational Theatre)’이다. 무대 위의 배우가 관객을 끊임없이 의식하며 공연하기 때문이다. 뮤지컬에서 배우가 극중의 상대보다는 관객을 향해 노래 부르고, 또 관객이 여기에 박수로 답례하는 것은 프리젠테이셔널극의 한 예라고 할 수 있다.
뮤지컬은 또한 ‘대중극 (Popular Theatre)’이다. 뮤지컬 공연은 지적인 자극보다는 보고 듣고 즐길 거리를 찾는 관객들을 충족시켜 주는 요소를 듬뿍 안고 있기 때문이다. 뮤지컬은 향락적이고 오락적인 것을 추구하는 데서 출발하였다. 그런 공연 양식을 견지하면서 크게 타락하지 않고 오늘에 이를 수 있었다. 하지만 그 근본은 향략적인 것이다. 이러한 대중극으로서의 성격은 상업성과 연관을 맺고 있기도 하고 사회 윤리와도 깊은 관련을 갖고 있다.
뮤지컬은 그 형식상 특수한 ‘약속 (Convention)이 필요한 극’이다. 여기서 약속이란 극작가, 연기자, 관객이 묵시적으로 인정하여 주는 것인데, 뮤지컬에서 이 약속을 제대로 알지 못하면 납득하기 어려운 경우가 발생한다. 예를 들면 《웨스트 사이드 스토리》에서 갱들의 싸움이 벌어지는 절박한 순간에도 배우들이 노래를 하는 장면은 일반적인 상식에 익숙해져 있는 관객에게는 생소할 것이다. 이외에도 《미스 사이공》, 《레 미제라블》 등 수많은 작품 속에서 전쟁 장면이나, 주인공끼리의 격한 감정이 충돌하는 상황에서 노래를 부른다. 그것은 뮤지컬만의 특성이며 이런 극중의 노래들을 뮤지컬 넘버라고 부른다. 이들 뮤지컬 넘버들을 세심하게 들으면 극의 흐름, 극중 배우의 감정 등이 잘 스며들어 있음을 알 수 있다. 그래서 노래들이 낯설지 않고 드라마와 자연스럽게 어울려 관객들을 감동 속으로 몰아넣게 되는 것이다. 또한 마이크를 사용함으로써 작은 목소리의 떨림 등을 표현 함으로써 더욱 극대화 시킨다.
오페라는 노래와 언어를 중요시 하기 때문에 원어 그대로 공연되는 경우가 많은 반면, 연기를 더 중요시 하는 뮤지컬은 감정과 내용을 전달하기 위해 번역되거나 개사되어 공연된다.

## 뮤지컬 빅 4
한국을 비롯한 일부 국가에서 세계 4대 뮤지컬로 알려져 있으나 이는 오역으로서, 영국 웨스트엔드 유명 제작자인 카메론 매킨토시(Cameron Mackintosh)에 의해 제작된 1980년대 주류인 Mega Musical중 가장 성공한 네 작품을 일컫는 말로, Cameron Mackintosh's Big Four라고 하는 것이 알맞다.

### 캣츠
시적 상상력을 바탕으로 고양이로 변한 배우들이 인간 구원이라는 주제를 표현한 작품이다. 은은한 달빛 아래 창녀 고양이가 자신의 추억을 들려주는 주옥같은 뮤지컬 곡 ‘메모리’로 유명하다. 《캣츠》는 세계 뮤지컬사를 새로 썼다고 해도 과언이 아니다.

### 레미제라블
빅토르 위고의 소설을 뮤지컬화한 레미제라블은 나폴레옹 제국 시대 이후 동맹국이 프랑스왕으로 추대한 샤를르 10세의 시대가 멸망하기까지의 이야기이다. 청년 장 발장은 한 조각의 빵을 훔친 죄로 19년간의 감옥살이를 마치고 출옥한다. 그에게 하룻밤의 숙식을 제공해 준 신부의 집에서 은촛대를 훔쳤다가 다시 체포되어 끌려가게 되었을 때, 밀리에르 신부는 그 은촛대는 자기가 장에게 준 것이라고 증언하여 그를 구해 준다. 여기서 장은 비로소 사랑에 눈을 뜨게 되어 마들렌이라는 새 이름으로 사업을 하여 재산을 모으고 시장으로까지 출세한다. 그러나 경감 자베르만은 포기하지 않고 끈질기게 그의 뒤를 쫓아다닌다. 때마침 어떤 사나이가 장 발장으로 오인되어 체포되고 벌을 받게 되었을 때, 장은 스스로 나서서 그 사나이를 구해 주고 감옥에 들어간다. 그러나 곧 탈옥하여 예전에 자기가 도와주었던 여공의 딸 코제트가 불행한 생활에 빠져 있는 것을 다시 구출하고 경감의 눈을 피해서 수도원에 숨겨 준다. 코제트는 그 때 공화주의자인 마리우스와 사랑하게 된다. 장은 1832년 공화주의자들의 폭동으로 부상을 당한 마리우스를 구출하여 코제트와 결혼시킨다. 장 발장의 신분을 알게 된 마리우스는 일시 그를 멀리하지만 자신의 잘못을 깨닫고 다시 그에게로 돌아온다. 장 발장은 코제트 부부가 임종을 지켜보는 가운데 조용히 숨을 거둔다.
이 소설을 뮤지컬로 만든 사람은 프랑스인 작곡가 알랭부빌과 클로드 미셀 숀버그이다. 이들은 1972년 뉴욕 브로드웨이에서 공연 중인 《지저스 크라이스트 슈퍼스타》를 관람하고는 오페라와 팝을 조화 시킬 수 있는 가능성을 발견했다. 프랑스 혁명을 주제로 잡은 이들은 우선 앨범을 만드는 작업에 착수했고, 그 앨범은 프랑스에서 발매 후 골든 앨범을 기록하는 성공을 거두었다. 이들은 오페라와 뮤지컬의 장점을 조화시킬 수 있는 주제를 가진 작품을 찾았는데, 그것이 바로 레미제라블이었다. 그리하여 1200페이지에 달하는 분량의 서사적인 작품을 9개월이나 걸려 3개의 막과 6개의 극적 장치, 그리고 하나의 에필로그로 대사 없이 노래와 음악으로 만들어냈다. 레미제라블은 공연보다 음반이 먼저 발매되었고, 1980년 10월 파리에서 초연 이래 3개월 동안 연일 매진되었다. 영국의 뮤지컬 제작자인 카메론 매킨토시는 파리에서 공연이 끝난 지도 한참 뒤에야 음악을 듣고 프랑스로 이들을 찾아왔다. 매킨토시는 이들과 원작을 부분적으로 다시 쓰기 시작하였고, 1985년 10월 드디어 런던 바비컨 극장에서 《레미제라블》이 공연되었다. 이후 《레미제라블》은 뉴욕 브로드웨이 공연을 비롯해 세계 곳곳에서 사랑받는 뮤지컬이 되었다.
1987년 뉴욕 공연 후, 그 해 토니상에서 작품상, 남우조연상, 여우조연상, 연출상, 극본상, 작사, 작곡상을 비롯한 8개 부문을 수상하였다.
과거 국내 공연 시장에서 라이센스의 개념이 정립되기 전, 해적 공연 식으로 공연되었던 적은 있었으나 공식 라이센스 판권을 통한 국내 정식 초연은 2012년 11월 3일 용인 포은아트홀에서 시작해 용인, 대구, 부산, 서울 4개 도시 투어로 이루어졌다. 국내 캐스팅으로는 장발장 역에 정성화, 팡틴 역에 조정은, 코제트 역에 이지수, 마리우스 역에 조상웅, 자베르 역에 문종원 등이 캐스팅되었다.

### 미스사이공
클로드 미셀 숀버그가 작곡하고, 니콜라스 아리트너가 연출한 《미스 사이공》은 푸치니의 오페라 《나비부인》의 일본 여자 초초상이 미국 해군 장교와 잠시 사랑을 나누고 이별, 그의 아이를 낳았으나 사랑을 이루지 못하고 결국 자결하고 만다는 내용을 담았다. 《미스 사이공》과 《나비부인》은 미군을 상대로 하는 환락가의 베트남 여자 킴이 미군 장교를 만나 몸을 팔고, 그의 아이를 낳고 미군 장교와 아이를 위해 불공을 드리며 재회를 기다린다는 내용으로 시대적 배경만 다르다. 이 뮤지컬은 엄청난 제작비로 완벽에 가까운 무대를 만들었다. 그것은 무대 위에 실제 헬리콥터, 베트남 전쟁을 상징하는 소총부대, 거대한 호치민 흉상 등장하여 리얼리티를 어김없이 발휘하기 때문이다. 이 역시 1990년 영국의 카메론 매킨토시에 의해 제작되어 1991년 미국에 올랐다.
그러나 이 작품은 미국 공연 전 아시아계 여성들을 성적인 노리개 감으로 표현했다는 공세에 휘말리기도 했다. 미스사이공의 ‘세상의 마지막 밤 (The Last night of the world)’과 ‘해와 달’ 등은 히트 뮤지컬 넘버로 사랑받고 있다.

### 오페라의 유령
《오페라의 유령》은 프랑스의 작가 가스통 르루의 원작 소설을 찰스 하트가 뮤지컬 극본으로 만들고 뮤지컬 음악의 귀재 앤드류 로이드 웨버가 작곡하였다. 이 소설은 출판당시에는 많은 평론가들로부터 찬밥 대우를 받았지만, 영화와 텔레비전 드라마에서는 황금의 소재였다.
환상적이고 로맨틱한 이 작품의 무대는 오페라 극장이며 그 위에 기품 있고 화려한 오페라 공연이 극중극 형식으로 진행된다. 내용은 한때 오페라 작곡가로 명성을 날렸으나, 잊혀진 천재가 되어 버린 ‘오페라의 유령’이 호숫가에서 은둔 생활을 하던 중 미모의 오페라 가수 크리스틴에게 반한다. ‘오페라의 유령’은 크리스틴에게 헌신적인 사랑을 바치면서 자기가 작곡한 오페라에서 노래해줄 것을 간청한다. 흉측하게 일그러진 괴신사의 얼굴을 본 크리스틴은 경악했다. 크리스틴에게는 사랑하는 남자 라울이 있었는데 오페라의 유령은 자신의 사랑을 쟁취하기 위해 크리스틴이 출연하는 오페라 공연을 망쳐 놓겠다는 등 온갖 협박과 회유를 하였다. 그래도 크리스틴은 자신의 순수한 사랑을 지킬 수밖에 없다고 말하자 유령은 그녀를 목매달아 죽이려고 한다. 6개월 후 공연 날 ‘오페라의 유령’은 등장인물로 변신해 크리스틴을 납치한다. 마궁에 뒤따라온 라울이 함정에 빠져 위험에 처하자 그녀는 그를 구하려고 ‘오페라의 유령’에게 키스를 한다. 이에 충격을 받은 유령은 그들을 풀어준다. 경찰이 마궁을 덮쳤을 때 ‘오페라의 유령’의 흰 가면만이 그들을 맞이한다. 그렇게 크리스틴에 대한 유령의 사랑은 실패로 끝나고 만다.
《오페라의 유령》은 음악뿐만 아니라 시각적으로도 많은 이야깃거리를 낳았다. 그것은 클래식한 복장과 유에프오 모양의 대형 샹들리에, 막대한 제작비를 들인 무대장치 때문이다. 1988년 토니상에서 작품상을 비롯하여 남우주연상, 여우주연상, 연출상, 장치상, 조명상 등을 수상했다.

## 이루어지는 극장

### 대극장
- 세종문화회관 대극장
- 예술의 전당 오페라극장, CJ토월극장
- 샤롯데씨어터
- 블루스퀘어
- 디큐브아트센터
- 국립극장 해오름
- LG아트센터
- 소향씨어터 신한카드홀
- 우리금융아트홀
- 계명아트센터
- 드림씨어터

### 중/소극장
- DCF대명문화공장
- 두산아트센터 연강홀
- 기타 대학로에 위치한 많은 소극장들

## 뮤지컬 영화
뮤지컬을 영화로 표현한 작품이다.

### 요소
뮤지컬 영화에서 나타나는 대사는 다음과 같이 나눌 수 있다.
- 서곡
- 오프닝 넘버 (Openning Number) : 서곡이 끝나고 나오는 노래로 배경상황을 설명하고 관객의 관심을 집중시킨다. 대개 활기찬 분위기.
- 제시 (Exposition) : 다시한번 배경상황을 제시해서 바로 다음에 나타나는 사건을 이해하도록 돕는다.
- 프로덕션 넘버 (Production Number) : 극 중반부에서 다음 사건을 암시하는 노래로 극중 거의 모든 요소가 동원되어 화려하다.
- 반복 연주 (Reprise) : 극적 순간에 나왔던 노래를 반복하는 것. 다만 그대로 반복하는 것은 아니고 변주를 가해서 이전에 비해 상황이 달라졌음을 알린다.
- 아리아
- 엔딩

### 대표적인 작품
- 사운드 오브 뮤직
- 맘마 미아!
- 레 미제라블
- 시카고
- 드림걸즈
- 위대한 쇼맨
- 미녀와 야수
- 라라랜드
- 알라딘
- 캣츠

## 한국의 제작사들

### (주)EMK뮤지컬컴퍼니
브로드웨이와 웨스트엔드 뮤지컬이 성행하던 국내 뮤지컬 시장에 정통 유럽 뮤지컬을 선보였다.
- 모차르트!
- 엘리자벳
- 레베카
- 황태자 루돌프
- 마리 앙투아네트
- 팬텀
- 마타하리
- 엑스칼리버
- 베토벤
- 웃는남자

### 신시컴퍼니
- 빌리 엘리어트
- 시카고
- 마틸다
- 렌트
- 맘마 미아!

### (주)KCMI
KCMI는 세계적인 뮤지컬 제작자 카메론 매킨토시가 운영하는 영국 CML의 한국 파트너사이다.
- 캣츠
- 미스 사이공
- 레 미제라블

### 오디뮤지컬컴퍼니
- 지킬 앤드 하이드
- 그리스
- 맨 오브 라만차
- 드림걸즈
- 닥터 지바고
- 드라큘라
- 타이타닉
- 스팸어랏
- 데스노트

### 에스앤코
대부분 해외 작품을 라이선스와 내한 위주로 개막했다.
- 오페라의 유령
- 미녀와 야수
- 피핀
- 캣츠
- 위키드

## 휴극일
휴극일은 뮤지컬에 따라서 다른 요일에 휴극하는 것도 있지만, 보통 대한민국의 뮤지컬은 연극과 마찬가지로 월요일에 쉰다.

## 같이 보기
- 한국뮤지컬대상
- 한국뮤지컬어워즈

## 참고 문헌
- 네이버 백과사전
- 박용재(1998), 뮤지컬 감상법, 대원사
- 손정섭(2004), 뮤지컬 Oh! 뮤지컬, 북스토리
- 원종원(2003), 뮤지컬 티켓 없으면 훔쳐라, 세상의창
- 원종원, 한국 뮤지컬 산업의 특성에 관한 시론적 연구, 순천향대학교 교수학습개발센터
- 이현주(2004), 뮤지컬라이프, 뷰티복두
- The Musical, 격월간 잡지
- Morley, Sheridan (1987). 《Spread a little happiness: the first hundred years of the British musical》. London: Thames and Hudson. ISBN 978-0-500-01398-4.
- 서정남(2009), 할리우드 영화의 모든 것, 이론과실천